# Марково (Печорський район)
Марково (рос. Марково) — присілок в Печорському районі Псковської області Російської Федерації.
Населення становить 25 осіб. Входить до складу муніципального утворення Лавровська волость.

## Історія
Від 2015 року входить до складу муніципального утворення Лавровська волость.

## Населення
| 2001 | 2002 | 2010 |
| ---- | ---- | ---- |
| 34   | ↘32  | ↘25  |